# Friedrich Grünewald
Friedrich Grünewald (* 26. Juli 1876 in Hannover; † 18. Dezember 1960 in Hannover) war ein deutscher Kaufmann und Manager. Als Direktor und späterer Vorstandsvorsitzender der Herrenhäuser Vereinsbrauerei hatte er über Jahrzehnte maßgeblichen Anteil am Ausbau zur heutigen Herrenhäuser Brauerei.

## Leben

### Familie
Friedrich war der Sohn von Louis Ernst Grünewald (* 21. Juni 1876 in Hannover; † 17. April 1933 ebenda), der ab 1891 Aufsichtsratsvorsitzender der Vereinsbrauerei Herrenhausen war. Friedrich Grünewalds Tochter heiratete 1926 Ernst W. Middendorff.

### Werdegang
Nach dem Besuch des Lyceums in Hannover absolvierte Friedrich Grünewald eine kaufmännische Lehre im Lebensmittelgroßhandel und leistet anschließend den Militärdienst ab.
1899 begann Grünewald sein Arbeitsleben bei der Ülzener Brauerei und wechselte dann zur Hann. Aktienbrauerei, in der er 1903 sowohl Direktor als auch Mitglied des Vorstands wurde. Als diese 1906 mit der Vereinsbrauerei Herrenhausen fusionierte, wurde Grünewald wiederum deren Direktor. 1913 erwarb Grünewald die Firma Bierverlag Union. Gegen die Stadt Pilsen gewann Friedrich Grünewald einen Prozess um die Führung des Markennamens „Herrenhäuser Pilsener“. 1917 organisierte Grünewald eine Beteiligung erst am Kauf und dann an der Stilllegung sowohl der Germania-Brauerei als auch des Bürgerlichen Brauhauses Hannover.
Während des Ersten Weltkriegs und noch in der Weimarer Republik ging der Bierausstoß der Herrenhäuser Vereinsbrauerei kriegsbedingt zurück. 1932 wurde Friedrich Grünewald zum Honorarkonsul des Königreichs Schweden ernannt. 1937 erwarb Grünewald den Kristallpalast in Hannover, ließ im selben Jahr die „Herrenhäuser Brauerei-Gaststätten“ abbrechen und neu erbauen. 1943 wurde Friedrich Grünewald Vorstandsvorsitzender der Herrenhäuser Vereinsbrauerei. 1948 zog er sich aus dem aktiven Geschäft des Unternehmens zurück.
Während seines Ruhestands war Grünewald ehrenamtlich in zahlreichen Fachvereinigungen aktiv.

## Ehrungen
- Ehrensenator der Technischen Hochschule in Hannover.[3]